# Mapania obscuriflora
Mapania obscuriflora är en halvgräsart som beskrevs av David Alan Simpson. Mapania obscuriflora ingår i släktet Mapania och familjen halvgräs. Inga underarter finns listade i Catalogue of Life.